# Podor Čuka
Podor Čuka är en bergstopp i Nordmakedonien. Den ligger i den sydöstra delen av landet, 120 kilometer sydost om huvudstaden Skopje. Toppen på Podor Čuka är 577 meter över havet.
Terrängen runt Podor Čuka är huvudsakligen kuperad, men åt sydväst är den bergig. Närmaste större samhälle är Gevgelija, 15,6 kilometer sydost om Podor Čuka. 
I omgivningarna runt Podor Čuka växer i huvudsak blandskog. Runt Podor Čuka är det ganska tätbefolkat, med 54 invånare per kvadratkilometer.